# Baráttirannusz
A baráttirannusz (Tyrannus caudifasciatus) a madarak osztályának verébalakúak (Passeriformes) rendjéhez, ezen belül a királygébicsfélék (Tyrannidae) családjához tartozó faj.

## Rendszerezése
A fajt Alcide d’Orbigny francia zoológus írta le 1839-ben.

## Alfajai
- Tyrannus caudifasciatus bahamensis (H. Bryant, 1864)
- Tyrannus caudifasciatus caudifasciatus Orbigny, 1839
- Tyrannus caudifasciatus caymanensis (Nicoll, 1904)
- Tyrannus caudifasciatus flavescens Parkes, 1963
- Tyrannus caudifasciatus gabbii (Lawrence, 1876)
- Tyrannus caudifasciatus jamaicensis (Chapman, 1892)
- Tyrannus caudifasciatus taylori (P. L. Sclater, 1864)[2]

## Előfordulása
Főleg a Bahama-szigetek, a Kajmán-szigetek, Kuba, a Dominikai Köztársaság, Haiti, Jamaica, Puerto Rico és a  Turks- és Caicos-szigetek területén honos, ritkán előfordul az Florida déli részén is.
Természetes élőhelyei a szubtrópusi vagy trópusi mangroveerdők, síkvidéki és hegyi esőerdők, mocsarak, folyók és patakok környékén. Állandó, nem vonuló faj.

## Megjelenése
Testhossza 23 centiméter.

## Életmódja
Repülő rovarokkal, apró gyümölcsökkel és bogyókkal táplálkozik, valamint apró gyíkokat is fogyaszt.

## Természetvédelmi helyzete
Az elterjedési területe nagyon nagy, egyedszáma pedig stabil. A Természetvédelmi Világszövetség Vörös listáján nem fenyegetett fajként szerepel.